# Giro di Sardegna
O Giro di Sardegna, criado em 1958, é uma competição de ciclismo disputada na Itália.
Após 26 anos sem edição, a competição reapareceu em 2009. A corrida está qualificada como 2.1 no circuito UCI Europe Tour.

## Palmarés

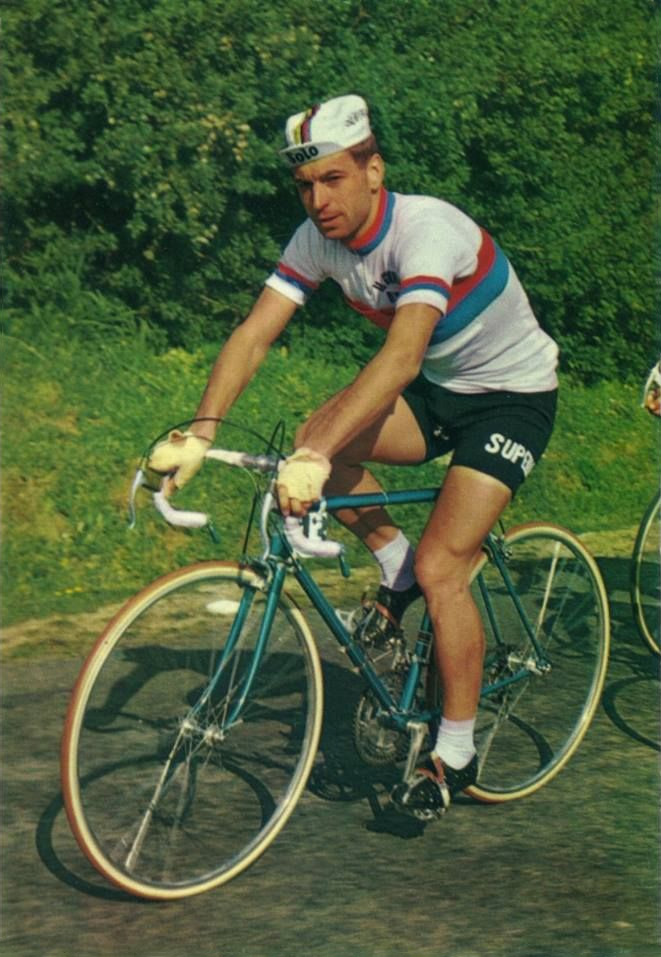
Rik Van Looy em 1965 com a camisola branca de líder do Giro di Sardegna (com uma fita vermelha/azul).

| Ano       | Ganhador               | Segundo                | Terceiro               |
| --------- | ---------------------- | ---------------------- | ---------------------- |
| 1958      | Antonin Rolland        | Désiré Keteleer        | Rik Van Looy           |
| 1959      | Rik Van Looy           | Aldo Moser             | Gastone Nencini        |
| 1960      | Johan De Roo           | Arnaldo Pambianco      | Raymond Impanis        |
| 1961      | Emile Daems            | Arnaldo Pambianco      | Jean Stablinski        |
| 1962      | Rik Van Looy           | Diego Ronchini         | Nino Defilippis        |
| 1963      | Arnaldo Pambianco      | Rik Van Looy           | Franco Cribiori        |
| 1964      | Vittorio Adorni        | Huub Zilverberg        | Guido De Rosso         |
| 1965      | Rik Van Looy           | Romeo Venturelli       | Roberto Poggiali       |
| 1966      | Jacques Anquetil       | Graziano Battistini    | Flaviano Vicentini     |
| 1967      | Luciano Armani         | Pietro Guerra          | Jos Van Der Vleuten    |
| 1968      | Eddy Merckx            | Italo Zilioli          | Vito Taccone           |
| 1969      | Claudio Michelotto     | Giancarlo Polidori     | Giuseppe Fezzardi      |
| 1970      | Patrick Sercu          | Eddy Merckx            | Felice Gimondi         |
| 1971      | Eddy Merckx            | Gosta Pettersson       | Herman Van Springel    |
| 1972      | Marino Basso           | Antoon Houbrechts      | Patrick Sercu          |
| 1973      | Eddy Merckx            | Herman Van Springel    | Gosta Pettersson       |
| 1974      | Rik Van Linden         | Luciano Borgognoni     | Enrico Paolini         |
| 1975      | Eddy Merckx            | Italo Zilioli          | Knut Knudsen           |
| 1976      | Roger De Vlaeminck     | Arnoldo Caverzasi      | Cees Bal               |
| 1977      | Freddy Maertens        | Rik Van Linden         | Patrick Sercu          |
| 1978      | Knut Knudsen           | Ronald De Witte        | Josef Fuchs            |
| 1979      | Edição não disputada   | Edição não disputada   | Edição não disputada   |
| 1980      | Gregor Braun           | Knut Knudsen           | Roberto Visentini      |
| 1981      | Edição não disputada   | Edição não disputada   | Edição não disputada   |
| 1982      | Giuseppe Saronni       | Emanuele Bombini       | Giuseppe Petito        |
| 1983      | Gregor Braun           | Urs Freuler            | Marc Madiot            |
| 1984-1995 | Edições não disputadas | Edições não disputadas | Edições não disputadas |
| 1996      | Gabriele Colombo       | Adriano Baffi          | Maurizio Fondriest     |
| 1997      | Roberto Petito         | Claudio Chiappucci     | Alessandro Bertolini   |
| 2009      | Daniele Bennati        | Oscar Gatto            | Alessandro Ballan      |
| 2010      | Roman Kreuziger        | Christopher Horner     | Thomas Voeckler        |
| 2011      | Peter Sagan            | José Serpa             | Damiano Cunego         |
| 2012      | não se disputou        |                        |                        |